# Penn Nouth
Dans ce nom khmer, le nom de famille, Penn, précède le nom personnel.
Penn Nouth (en khmer : ប៉ែន នុត), né à Phnom Penh le 15 avril 1906 et mort à Châtenay-Malabry (Hauts-de-Seine) le 18 mai 1985, était un homme politique cambodgien.
Premier ministre à de multiples reprises depuis le début des années 1950, il était très proche de Norodom Sihanouk qu'il a suivi dans son exil à Pékin et dont il a été la dernière fois le Premier ministre lorsque le prince était président du Kampuchéa démocratique, alors que la réalité du pouvoir était exercée par les Khmers rouges.

## Biographie
Penn Nouth est né le 15 avril 1906 à Phnom Penh dans une famille de hauts fonctionnaires (gouverneurs de provinces).
Il entra en 1918 à l’école franco-khmère dont il sortit diplômé d’Études primaires supérieures en 1926, ce qui lui valut d’intégrer l’administration française au protectorat du Cambodge, au titre de secrétaire des résidences.
En 1929, il est nommé commis de 5e classe avant d’intégrer l’École d’administration cambodgienne, dont il sort major de sa promotion en 1935, ce qui lui permet d’accéder au poste de cadre supérieur.
En septembre 1938, il est envoyé en stage à Paris, au ministère des Colonies pour parfaire sa formation.
À la déclaration de la Seconde Guerre mondiale, en septembre 1939, il réintègre l’administration cambodgienne comme gouverneur adjoint de la province de Kandal, le gouverneur étant Ung Hy.
À la fin de 1940, il est nommé chef de cabinet de Ung Hy, devenu Premier ministre et ministre de l’Intérieur et des Cultes.
À l’avènement du roi Norodom Sihanouk, en avril 1941, il reste chef de cabinet de Ung Hy, qui tout en conservant son poste de Premier ministre, devient ministre du Palais royal des Finances, des Cultes et des Beaux-Arts.
Le 9 mars 1945, lorsque l’armée japonaise décide de renverser l’administration coloniale française, Ung Hy devient ministre des Finances du nouveau gouvernement royal dirigé par Norodom Sihanouk et Penn Nouth en devient le vice-ministre des Finances.
Le 14 août 1945, lorsque Son Ngoc Thanh prend la tête d’un gouvernement qui ne durera que quelques mois, Penn Nouth devient ministre des Finances par intérim.
En octobre 1945, les Français se réinstallent au Cambodge et nomment un nouveau gouvernement sous la présidence du prince Sisowath Monireth ; Son Ngoc Thanh est arrêté.
Le 16 octobre 1945, Penn Nouth est nommé gouverneur de la province de Kampong Cham. Il aura notamment la charge de gérer des émeutes antifrançaises dans les plantations d’hévéas de Chup et Mimot.
Le 11 mars 1946, il retourne à Phnom Penh, dont il devient gouverneur le 15 décembre 1946.
Il redevient brièvement Premier ministre, du 15 août 1948 au 15 janvier 1949
Le 21 septembre 1948 il devient président du Conseil et ministre de l’Intérieur et de l’Information. Il doit démissionner le 11 février 1949 après sa mise en minorité à l’Assemblée nationale.
Le 30 septembre 1949, il est nommé par Norodom Sihanouk membre du Conseil de régence pendant le séjour du roi en France.
À partir de 1950, il est conseiller privé du roi « ayant rang, prérogatives et traitement d’un ministre d’État du Gouvernement royal ».
Nommé ministre de la Défense nationale le 9 mai 1950, il participe le 25 juin 1950 à la conférence de Pau, chargée de régler des questions techniques et juridiques en suspens entre le gouvernement français et les États associés de l’Indochine dans le cadre d'un transfert de souveraineté (limitée) à ces derniers.
Le 24 janvier 1953, dans le cadre de sa croisade royale pour l’indépendance, Norodom Sihanouk nomme Penn Nouth Premier ministre et lui donne le commandement de l’armée royale khmère avant de partir en exil en Thaïlande. En mars de la même année, il rejoint le roi à Paris pour entamer des pourparlers avec le gouvernement français et en juillet, il dirige les négociations avec les autorités coloniales depuis Phnom Penh. Le 9 novembre 1953, l’indépendance du Cambodge est enfin reconnue 90 ans après le traité de protectorat du 11 août 1863.
À partir de 1955, Penn Nouth devient un personnage central de la vie politique cambodgienne. Il est au côté de Norodom Sihanouk, notamment lors de la création du Sangkum Reastr Niyum et à la conférence de Bandung. Il est également plusieurs fois Premier ministre du royaume du Cambodge, du 18 avril 1954 au 26 janvier 1955, puis du 17 janvier 1958 au 24 avril 1958.
En juin 1958, il devient ambassadeur à Paris et ce jusqu’en janvier 1961, où il retourne au Cambodge pour être à nouveau Premier ministre, du 28 janvier 1961 au 17 novembre 1961.
Il exerça une sixième fois les fonctions de Premier ministre du 31 janvier 1968 au 14 août 1969.
Le 18 mars 1970, lorsque Norodom Sihanouk est déposé par Lon Nol, il rejoint le monarque dans son exil et sera son Premier ministre dans le Gouvernement royal d'union nationale du Kampuchéa, œuvrant depuis Pékin.
Le 17 avril 1975, lorsque les Khmers rouges prennent le pouvoir, il occupe une dernière fois le poste de Premier ministre, jusqu’au 4 avril 1976, mais sans détenir aucun pouvoir, le Kampuchéa démocratique étant entièrement contrôlé par les partisans de Pol Pot. Il sera par la suite placé en résidence surveillée, tout comme Norodom Sihanouk, jusqu’au 6 janvier 1979, où à la suite de l'invasion vietnamienne, il retourna en République populaire de Chine.
Il émigra en France, à Châtenay-Malabry (92) où il obtint son statut de réfugié le 6 mars 1981 et où il mourut le 18 mai 1985, dans sa 80e année.

## Sources
- (en) Cet article est partiellement ou en totalité issu de l’article de Wikipédia en anglais intitulé « Penn Nouth » (voir la liste des auteurs).
- (fr) http://aefek.free.fr/iso_album/penn_nouth.pdf.
- (fr) http://www.cfcambodge.org/Docautres/BiblioPenNuth.pdf.